# Magnum (säsong 4)
Magnum säsong 4 är den fjärde säsongen av den amerikanska TV-serien Magnum från 1983/1984 med Tom Selleck, John Hillerman med flera.

## Index för säsong 4
Siffror inom parentes anger avsnittsnummer räknat från första säsongen.
- Avsnitt 1: Home From The Sea (64)
- Avsnitt 2: Luther Gillis: File #521 (65)
- Avsnitt 3: Smaller Than Life (66)
- Avsnitt 4: Distant Relative (67)
- Avsnitt 5: Limited Engagement (68)
- Avsnitt 6: Letter To A Duchess (69)
- Avsnitt 7: Squeeze Play (70)
- Avsnitt 8: A Sense of Debt (71)
- Avsnitt 9: The Look (72)
- Avsnitt 10: Operation: Silent Night (73)
- Avsnitt 11: Jororo Farewell (74)
- Avsnitt 12: The Case of the Red-Faced Thespian (75)
- Avsnitt 13: No More Mr. Nice Guy (76)
- Avsnitt 14: Rembrandt’s Girl (77)
- Avsnitt 15: Paradise Blues (78)
- Avsnitt 16: The Return of Luther Gillis (79)
- Avsnitt 17: Let the Punishment Fit the Crime (80)
- Avsnitt 18: Holmes Is Where the Heart Is (81)
- Avsnitt 19: On Face Value (82)
- Avsnitt 20: Dream a Little Dream (83)
- Avsnitt 21: I Witness (84)

### Fotnoter
1. ↑  ”Magnum, PI” (på engelska). TV.Com. Arkiverad från originalet den 11 juni 2016. https://web.archive.org/web/20160611044547/http://www.tv.com/shows/magnum-pi/. Läst 17 juni 2016.